# Pjotr Alekszejevics Budberg
Pjotr Alekszejevics Budberg (Пётр Алексеевич Будберг; angol neve: Peter Alexis Boodberg; kínai neve pinjin hangsúlyjelekkel: Bǔ Bìdé; magyar népszerű: Pu Pi-tö; kínaiul: 卜弼德) Vlagyivosztok, 1903. április 8. – Berkeley, 1972. június 29.) orosz–amerikai nyelvész, sinológus.

## Élete, munkássága
A balti német nemesi családból származó Budberg a szentpétervári katonai akadémia kadétja volt, amikor szülei az első világháború idején a biztonsága érdekében inkább a mandzsúriai Harbin városába küldték a testvérével együtt. Budberg itt tanult meg kínaiul. Családja 1920-ban elmenekült Oroszországból a bolsevik forradalom terrorja elől, és az Egyesült Államokban, San Franciscóban telepedtek le. Budberg a Berkeley-i Kaliforniai Egyetemre iratkozott be, ahol 1924-ben végezett. Ugyanitt 1930-ban doktorált a Tang Taj-cung és Li Vej-kung dialógusai (唐太宗李衛公問對) című, a Tang-korban keletkezett hadtudományos mű fordítását és elemzését tartalmazó disszertációjával. 1932-től a Berkeley oktatója lett. 1937-ben docenssé, 1940-ben pedig a keleti nyelvek tanszékének vezetőjévé nevezték ki. 1948-ban megkapta a rendes professzori kinevezését is. Négy alkalommal (1938, 1956, 1963, 1963) is elnyerte a Guggenheim-ösztöndíjat. 1963-ban az Amerikai Keleti Társaság elnöke lett. 1972-ben szívroham következtében bekövetkezett haláláig oktatott az egyetemen. Nagyban hozzájárult az amerikai sinológia következő nemzedékének képzéséhez, tanítványai között volt például Edward H. Schafer, Richard B. Mather és a belga Paul Serruys is.

## Főbb művei
- "Some Proleptical Remarks on the Evolution of Archaic Chinese". Harvard Journal of Asiatic Studies 2 (1937), 329-372.
- "'Ideography' or Iconolatry?", Toung Pao, 35 (1940), 266-288.
- "The Chinese Script: An Essay on Nomenclature (the First Hecaton)". Bulletin of the Institute of History and Philology, Academia Sinica 39 (1957), 113-120
- "The Language of the T’o-Pa Wei"
- "Two Notes on The History of The Chinese Frontier"
- "Marginalia to The Histories of The Northern Dynasties"
- "Chinese Zoographic Names as Chronograms"
- "Three Notes on the T'u-chüeh Turks", University of California publications in Semitic Philology, Berkeley and Los Angeles, v.11, (1951)
- "An Early Mongolian Toponym", Harvard Journal of Asiatic Studies 19 (Dec. 1956), 407-408
- "Philological Notes on Chapter One of The Lao Tzu"

Teljes bibliográfiáját Alvin P. Cohen állította össze: Selected Works of Peter A. Boodberg. University of California Press 1979